# فينيسيوس تيشيرا
فينيسيوس تيشيرا (بالبرتغالية: Vinícius Teixeira) مواليد 3 أبريل 1988 في ليناريس، إسبيريتو سانتو، هو لاعب كرة يد برازيلي يلعب كمحور. مثل منتخب البرازيل لكرة اليد. حقق المركز الأول في دورة الألعاب الأمريكية 2015.

## سجل المنافسة
شارك في البطولات التالية:
- بطولة العالم لكرة اليد للرجال 2015

## الميداليات
| الميدالية | المسابقة                    |
| --------- | --------------------------- |
| ذهبية     | دورة الألعاب الأمريكية 2015 |
| فضية      | دورة الألعاب الأمريكية 2011 |